# 조구 두플루
《조구 두플루》(포르투갈어: Jogo Duplo)는 2017년 방영된 포르투갈의 텔레노벨라이다.